# 小野口町
小野口町（おのぐちまち）は、栃木県栃木市の地名。郵便番号は328-0065。

## 地理
栃木市の西部、皆川地区の西部に位置する。
隣接する地名
- 東 - 志鳥町
- 西 - 岩舟町小野寺
- 南 - 大平町西山田
- 北 - 柏倉町、皆川城内町

## 歴史
沿革
- 1889年（明治22年）4月1日 - 町村制施行により、栃木県下都賀郡小野口村が皆川城内村、柏倉村、志鳥村、岩出村、大皆川村、泉川村、新井村と合併し皆川村が成立、皆川村小野口となる。
- 1954年（昭和29年）9月30日 - 皆川村が栃木市に編入され、栃木市小野口町となる。

## 世帯数と人口
2017年（平成29年）8月31日現在の世帯数と人口は以下の通りである。
| 町丁     | 世帯数  | 人口  |
| -------- | ------- | ----- |
| 小野口町 | 102世帯 | 268人 |

## 交通

### 道路
地方主要道
- 栃木県道75号栃木佐野線

## 小・中学校の学区
市立小・中学校に通う場合、学区は以下の通りとなる。
| 番地 | 小学校                 | 中学校             |
| ---- | ---------------------- | ------------------ |
| 全域 | 栃木市立皆川城東小学校 | 栃木市立皆川中学校 |